# ۱۲ زن برزنجیر
۱۲ زن برزنجیر یک ستاره است که در صورت فلکی آندرومدا قرار دارد.